# Вераза (культура)
Культура Вераза или веразская культура — археологическая культура, связанная с группой населения, проживавшей компактно в период 3500-2000 гг. до н. э. (рубеж неолита и энеолита) на территории современных департаментов Франции Од и Восточные Пиренеи в историческом регионе Лангедок-Руссильон, вдоль реки Вераза (современная коммуна Вераза в департаменте Од).
Как и родственная культура Пё-Ришар, является одним из поздних локальных вариантов шассейской культуры.

## История
Население веразской культуры соорудило часть известных мегалитов региона, в частности, Дольмен фей (fr:dolmen Lo Morrel dos Fados) в Пепьё, департамент Од.
Сооружения культуры Вераза обнаружили в 2008 г. исследователи Национального института превентивных археологических исследований (Inrap) на участке Ло-Бадарель в деревне Монредон коммуны Каркассон.